# Przybieżeli do Betlejem
Przybieżeli do Betlejem – polska kolęda datowana na XVII wiek.

## Historia
Tekst kolędy pojawił się w „Symfoniach anielskich” Jana Żabczyca (1631), jako symfonia trzydziesta pierwsza. Różnił on się pod względem rytmiki tekstu od współczesnej wersji, nie występowała cześć (refren) zaczynająca się od słów „Chwała...”. Powtarzane za to czterokrotnie było ostatnie słowo każdej zwrotki: np. na lerze, na lerze, na lerze, na lerze. 
Żabczyc nie zamieścił melodii do kolędy, tymczasowo jako kontrafakturę proponując noty tańców zwyczajnych w Polszcze, czyli w przypadku tej kolędy melodię „Otóż tobie, pani matko” albo „Otóż tobie wojna, dziewczyno”. Żadna z tych melodii nie zachowała się w zapisie nutowym. 
Tekst o innym kształcie strofy pojawił się także w rękopisach karmelitanek.
Przez wieki kolęda ulegała licznym zmianom, dlatego też jej obecny kształt różni się od pierwowzoru. Melodia przechodziła pewne modyfikacje, o czym może świadczyć chociażby cytowanie fragmentu melodii tej kolędy w XVIII-wiecznym, bożonarodzeniowym utworze instrumentalnym Symphonia de Nativitate (1759).
Tekst łącznie z melodią pojawił się po raz pierwszy w wydanym przez ks. M. Mioduszewskiego w 1843 roku zbiorze „Pastorałki i kolędy z melodyjami”. Obowiązujący współcześnie w kościele zapis znalazł się w „Śpiewniczku” ks. Jana Siedleckiego z 1878 roku.

## Zapis nutowy
Źródło: Najstarsze polskie kolędy z nutami. 1940, s. 10. OCLC 9802456173.